# بورلینگتون (کلرادو)
بورلینگتون (به انگلیسی: Burlington) شهری در ایالت کلرادو کشور ایالات متحده آمریکا است که جمعیت آن در سرشماری سال ۲۰۱۰ میلادی، ۴٬۲۵۴ نفر بوده‌است.